# Sagiri (tàu khu trục Nhật)

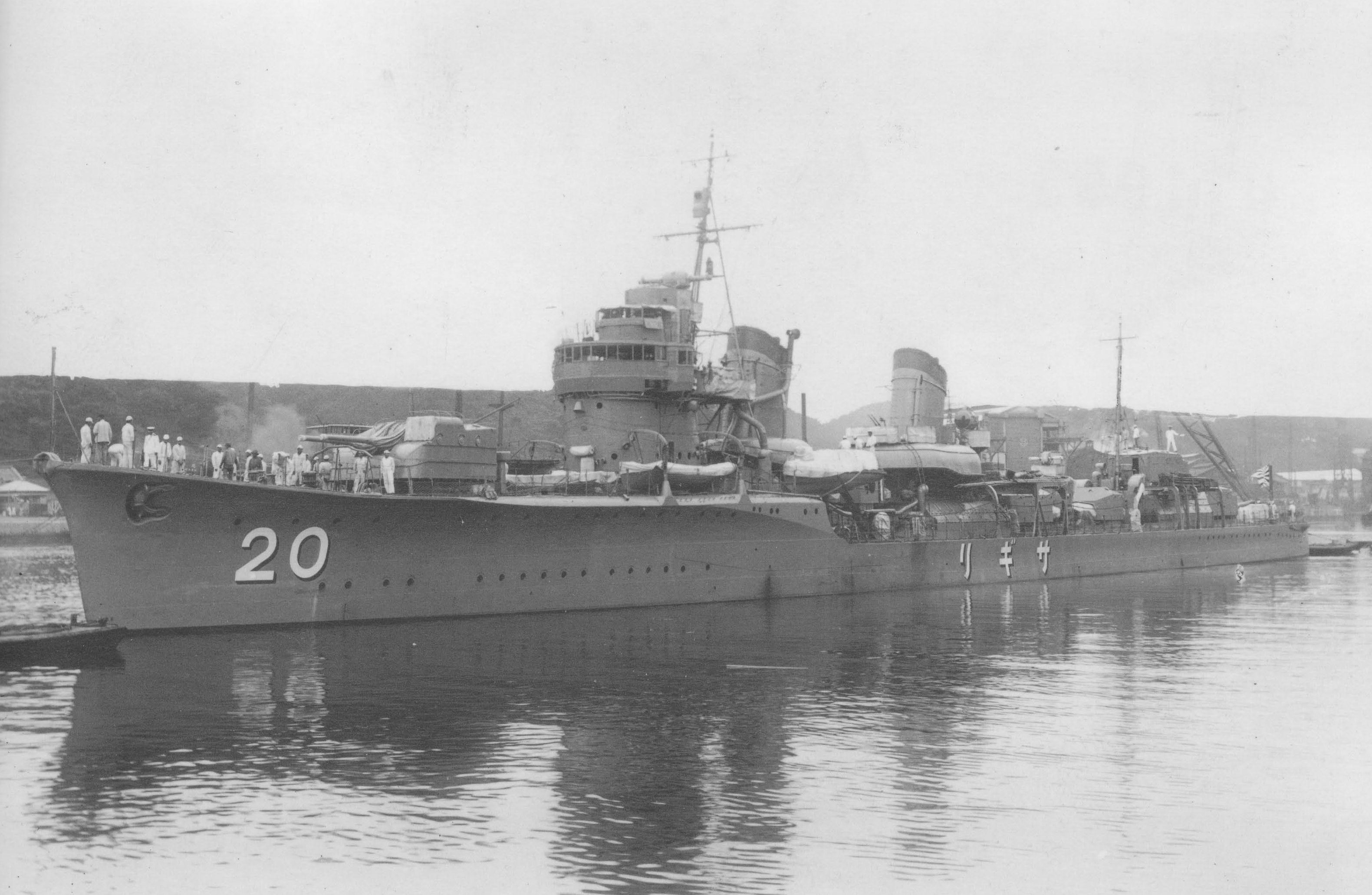
Sagiri vào năm 1940

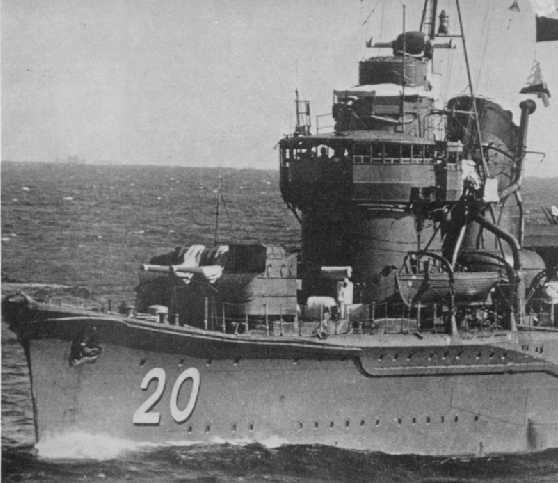
Sagiri nhìn từ phía trước

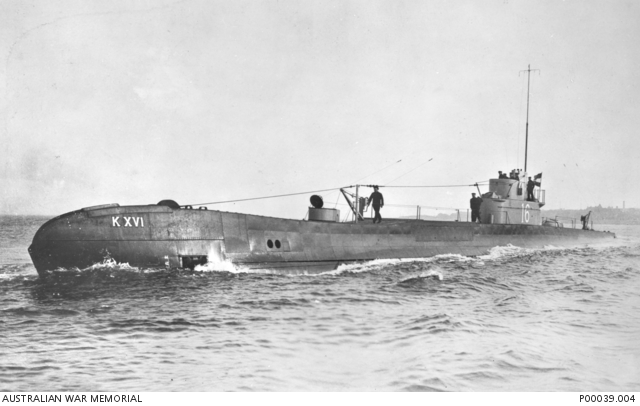
HNMS K-XVI, tàu ngầm Hà Lan đã đánh chìm Sagiri

Sagiri (tiếng Nhật: 狭霧) là một tàu khu trục hạng nhất của Hải quân Đế quốc Nhật Bản, thuộc lớp Fubuki bao gồm hai mươi bốn chiếc, được chế tạo sau khi Chiến tranh Thế giới thứ nhất kết thúc. Khi được đưa vào hoạt động, những con tàu này là những tàu khu trục mạnh mẽ nhất thế giới. Chúng phục vụ như những tàu khu trục hàng đầu trong những năm 1930, và tiếp tục là những vũ khí lợi hại trong cuộc Chiến tranh Thái Bình Dương. Sagiri bị mất sớm trong cuộc chiến tranh, khi nó bị tàu ngầm Hà Lan K XVI đánh chìm vào ngày 24 tháng 12 năm 1941 trong Chiến tranh Thế giới thứ hai.

## Thiết kế và chế tạo
Việc chế tạo lớp tàu khu trục Fubuki tiên tiến được chấp thuận vào năm tài chính 1923 như một phần của chương trình có tham vọng cung cấp cho Hải quân Đế quốc Nhật Bản một ưu thế về chất lượng so với những tàu chiến hiện đại nhất của thế giới. Khả năng thể hiện của lớp Fubuki là một bước nhảy vọt so với các thiết kế tàu khu trục trước đó, nên chúng được gọi là các "tàu khu trục đặc biệt" (tiếng Nhật: 特型 - Tokugata). Kích thước lớn, động cơ mạnh mẽ, tốc độ cao, bán kính hoạt động lớn và vũ khí trang bị mạnh chưa từng có khiến cho các tàu khu trục này có được hỏa lực tương đương nhiều tàu tuần dương hạng nhẹ của hải quân các nước khác. Sagiri, được chế tạo tại hãng đóng tàu Uraga Dock Company, là chiếc thứ sáu của một loạt tàu được cải tiến, bao gồm kiểu tháp pháo có thể nâng các khẩu pháo chính 127 mm (5 inch)/50 caliber Kiểu 3 lên một góc 75° so với nguyên thủy 40°, cho phép sử dụng chúng như pháo lưỡng dụng có thể chống lại máy bay.
Sagiri được đặt lườn vào ngày 28 tháng 3 năm 1929. Nó được hạ thủy vào ngày 23 tháng 12 năm 1929 và đưa ra hoạt động vào ngày 31 tháng 1 năm 1930. Nguyên được dự định mang số hiệu đơn giản là "Tàu khu trục số 50", nó được hoàn tất dưới tên gọi Sagiri.
Sự cố đối với Hạm đội 4 Hải quân Đế quốc Nhật Bản, khi một số lớn tàu chiến bị hư hại bởi một cơn bão, xảy ra không lâu sau khi Sagiri được đưa vào hoạt động, và nó cùng với các tàu chị em nhanh chóng được cho quay trở lại ụ tàu để gia cường thêm lườn tàu.

## Lịch sử hoạt động
Khi hoàn tất, Sagiri phân về Hải đội Khu trục 20 thuộc Hạm đội 2 Hải quân Đế quốc Nhật Bản. Trong cuộc Chiến tranh Trung-Nhật, từ năm 1937, Sagiri hỗ trợ cho các cuộc đổ bộ lực lượng Nhật Bản lên Thượng Hải và Hàng Châu. Từ năm 1940, nó được phân công tuần tra dọc theo bờ biển và hỗ trợ cho việc đổ bộ lên miền Nam Trung Quốc.
Vào lúc xảy ra cuộc tấn công Trân Châu Cảng, Sagiri được phân về Hải đội Khu trục 20 thuộc Đội khu trục 3 của Hạm đội 1 Hải quân Đế quốc Nhật Bản, và được bố trí từ Quân khu Hải quân Kure đến cảng Samah trên đảo Hải Nam, hộ tống các tàu vận tải chở binh lính cho chiến dịch đổ bộ lên thành phố cảng Songkhla ở miền Nam Thái Lan.
Từ ngày 17 tháng 12, Sagiri hỗ trợ cho cuộc đổ bộ lực lượng Nhật Bản lên Miri và Kuching tại Sarawak. Vào ngày 24 tháng 12 năm 1941, ở cách 65 km (35 hải lý) ngoài khơi Kuching, Sagiri trúng phải ngư lôi phóng từ tàu ngầm Hà Lan K XVI. Hầm đạn phía sau của nó bị bốc cháy và phát nổ, làm chìm con tàu ở tọa độ 01°34′B 110°21′Đ / 1,567°B 110,35°Đ, cùng với tổn thất 121 thành viên thủy thủ đoàn. Có khoảng 120 người sống sót được tàu khu trục chị em Shirakumo vớt lên.
Vào ngày 15 tháng 1 năm 1942, Sagiri được rút khỏi danh sách Đăng bạ Hải quân.

## Danh sách thuyền trưởng
- Trung tá Tamibe Sakano (sĩ quan trang bị trưởng): 1 tháng 8 năm 1930 - 30 tháng 1 năm 1931
- Trung tá Tamibe Sakano: 30 tháng 1 năm 1931 - 1 tháng 12 năm 1931
- Trung tá Takeo Shimizu: 1 tháng 12 năm 1931 - 15 tháng 11 năm 1934
- Trung tá Shigeyasu Nishioka: 15 tháng 11 năm 1934 - 1 tháng 11 năm 1935
- Thiếu tá Kiichiro Shoji: 1 tháng 11 năm 1935 - 1 tháng 12 năm 1936; thăng Trung tá
- Trung tá Saiji Norimitsu: 1 tháng 12 năm 1936 - 1 tháng 12 năm 1937
- Thiếu tá Hiroshi Yamamoto: 1 tháng 12 năm 1937 - 25 tháng 6 năm 1938
- Thiếu tá Takeo Koyama: 25 tháng 6 năm 1938 - 9 tháng 7 năm 1938
- Thiếu tá Etsuma Tsubogi: 9 tháng 7 năm 1938 - 15 tháng 10 năm 1938
- Thiếu tá Kenma Isogu: 15 tháng 10 năm 1938 - 15 tháng 11 năm 1939; thăng Trung tá 15 tháng 11 năm 1938
- Trung tá Masashichi Shirahama: 15 tháng 11 năm 1939 - 15 tháng 11 năm 1940
- Thiếu tá Koushichi Sugioka: 15 tháng 11 năm 1940 - 24 tháng 12 năm 1941; thăng Trung tá 15 tháng 10 năm 1941